# مجزرة سجن حماة (2011)
مجزرة سجن حماة في 2011 هوَ مجزرة شنتها قوَّات من الأمن ضد المعتقلين السياسيين في سجن حماة وفق المعارضة وشنها مسلحون ضد قوات الأمن فيه وفق رواية الحكومة أودت بحياة عشرات الأشخاص على الأقل في تاريخ 1 أغسطس 2011.

## المجزرة

### رواية المعارضة
حسب أقوال المعارضة، شهد سجن حماة في يوم الإثنين 1 أغسطس عصياناً من قبل السجناء، فقمعته قوَّات الأمن بشن المجزرة، التي انتهت بسُقوط عشرات القتلى على الأقل، وقال شهود عيان أنهم رؤوا شاحنات وهيَ تنقل جثث القتلى خارج السجن نحو وجهات مجهولة.

### رواية الحكومة
حسب أقوال الحكومة، فإن الجيش كان يَقوم بمهام عسكرية في حماة ضد جماعات إرهابية قتلت 8 من رجال الشرطة، وبثت صوراً لمجهولين يلقون جثثاً في نهر العاصي.